# Bend Sinister (album)
Pour les articles homonymes, voir Bend Sinister.
Albums de The Fall
This Nation's Saving Grace
(1985) The Frenz Experiment
(1988)
Bend Sinister est un album de The Fall, sorti en 1986 sur le label Beggars Banquet Records. Il tire son nom du roman de Vladimir Nabokov Brisure à senestre (Bend Sinister en anglais). Paru sous le nom de The Domesday Pay-Off Triad Plus aux États-Unis, il a atteint la 36e place dans les charts britanniques.
Il s'agit du troisième et dernier album de The Fall groupe produit par John Leckie. Au début de l'enregistrement de l'album, le groupe se trouvait sans batteur, Karl Burns ayant quitté la formation peu avant le début des sessions. L'ancien batteur Paul Hanley prêta son assistance avant d'être remplacé de façon permanente par Simon Wolstencroft.
Leckie et Mark E. Smith, leader du groupe, connurent d'importantes dissensions, Smith reprochant notamment au premier de gâcher le travail du groupe par l'ajout de sons psychédéliques. Pour sa part, Leckie refusa de masteriser certaines pistes de l'album à partir d'une cassette audio amenée par Smith et que celui-ci écoutait dans un baladeur, malgré l'insistance de ce dernier. Tous deux ne font plus guère référence à cet album aujourd'hui, qui inclut cependant le single Mr. Pharmacist, reprise du groupe de garage rock The Other Half, premier de The Fall à être entré dans le chart UK Top 75 et aujourd'hui encore régulièrement joué en concert par le groupe.

## Titres

### Édition vinyle
Face A
1. R.O.D. (Mark E. Smith, Steve Hanley, Simon Rogers, Craig Scanlon, Brix E. Smith, Simon Wolstencroft) – 4:36
2. Dktr Faustus (M. Smith, Scanlon) – 5:35
3. Shoulder Pads 1# (M. Smith, B. Smith) – 2:56
4. Mr Pharmacist (Jeff Nowlen) – 2:22
5. Gross Chapel - GB Grenadiers (M. Smith, Hanley, Scanlon) – 7:21

Face B
1. U.S. 80's-90's (M. Smith, B. Smith) – 4:36
2. Terry Waite Sez (M. Smith, B. Smith) – 1:39
3. Bournemouth Runner (M. Smith, Hanley, B. Smith) – 6:06
4. Riddler! (M. Smith, Rogers, B. Smith) – 6:22
5. Shoulder Pads 2# (M. Smith, B. Smith) – 1:57

### Édition CD
1. R.O.D. (M. Smith, Hanley, Rogers, Scanlon, B. Smith, Wolstencroft) – 4:36
2. Dktr Faustus (M. Smith, Scanlon) – 5:35
3. Shoulder Pads 1# (M. Smith, B. Smith) – 2:56
4. Mr Pharmacist (J. Nowlen) – 2:22
5. Gross Chapel - GB Grenadiers (M. Smith, Hanley, Scanlon) – 7:21
6. Living Too Late (M. Smith) – 4:30
  - Tiré du single Living Too Late (7 juillet 1986)
7. U.S. 80's-90's (M. Smith, B. Smith) – 4:36
8. Terry Waite Sez (M. Smith, B. Smith) – 1:39
9. Bournemouth Runner (M. Smith, Hanley, B. Smith) – 6:06
10. Riddler! (M. Smith, Rogers, B. Smith) – 6:22
11. Shoulder Pads 2# (M. Smith, B. Smith) – 1:57
12. Auto Tech Pilot (M. Smith, Hanley) – 4:53
  - Tiré du maxi 45 tours Mr Pharmacist (1er septembre 1986)

### Édition cassette
1. R.O.D. (M. Smith, Hanley, Rogers, Scanlon, B. Smith, Wolstencroft) – 4:36
2. Dktr Faustus (M. Smith, Scanlon) – 5:35
3. Shoulder Pads 1# (M. Smith, B. Smith) – 2:56
4. Mr Pharmacist (J. Nowlen) – 2:22
5. Gross Chapel - GB Grenadiers (M. Smith, Hanley, Scanlon) – 7:21
6. Living Too Late (M. Smith) – 4:30
7. U.S. 80's-90's (M. Smith, B. Smith) – 4:36
8. Terry Waite Sez (M. Smith, B. Smith) – 1:39
9. Bournemouth Runner (M. Smith, Hanley, B. Smith) – 6:06
10. Riddler! (M. Smith, Rogers, B. Smith) – 6:22
11. Shoulder Pads 2# (M. Smith, B. Smith) – 1:57
12. Auto Tech Pilot (M. Smith, Hanley) – 4:53
13. Town & Country Hobgoblins (M. Smith, Hanley, Marc Riley, Scanlon)
  - Version live de City Hobgoblins, enregistrée au club Town & Country, Kentish Town, Londres, le 12 juillet 1986.

### Édition américaineThe Domesday Pay-Off Triad Plus
1. There's a Ghost in My House (Holland-Dozier-Holland, R. Dean Taylor)
  - Tiré du single There's a Ghost in My House 27 avril 1987
2. U.S. 80's-90's (M. Smith, B. Smith) – 4:36
3. Shoulder Pads 1#" (M. Smith, B. Smith) – 2:56
4. Mr Pharmacist" (J. Nowlen) – 2:22
5. Riddler!" (M. Smith, Rogers, B. Smith) – 6:22
6. Hey! Luciani" (M. Smith, Brix Smith, Stephen Hanley)
  - Tiré du single Hey! Luciani, 8 décembre 1986
7. Haf Found Bormann (M. Smith)
  - Tiré du single There's a Ghost in My House, 27 avril 1987
8. Terry Waite Sez (M. Smith, B. Smith) – 1:39
9. R.O.D. (M. Smith, Hanley, Rogers, Scanlon, B. Smith, Wolstencroft) – 4:36
10. Shoulder Pads 2# (M. Smith, B. Smith) – 1:57
11. Gross Chapel - GB Grenadiers (M. Smith, Hanley, Scanlon) – 7:21

## Personnel
- Mark E. Smith – chant, bandes magnétiques
- Brix Smith – chant, guitare, claviers
- Craig Scanlon – guitares
- Simon Rogers – claviers, machines, guitare
- Steve Hanley – basse, guitare
- Simon Wolstencroft – batterie, percussions (crédité sous le nom de « John S. Woolstencroft »)
- Paul Hanley – batterie sur Dktr Faustus et Living Too Late